# Neobisium dumitrescoae
Neobisium dumitrescoae är en spindeldjursart som beskrevs av Jacqueline Heurtault 1990. Neobisium dumitrescoae ingår i släktet Neobisium och familjen helplåtklokrypare. Inga underarter finns listade i Catalogue of Life.